# Vít Müller
Vít Müller (Nymburk, 31 agosto 1996) è un ostacolista e velocista ceco.

## Palmarès
| Anno | Manifestazione   | Sede       | Evento        | Risultato   | Prestazione | Note                                     |
| ---- | ---------------- | ---------- | ------------- | ----------- | ----------- | ---------------------------------------- |
| 2015 | Europei juniores | Eskilstuna | 400 m hs      | Batteria    | 54"84       |                                          |
| 2016 | Europei          | Amsterdam  | 400 m hs      | Semifinale  | 50"70       |                                          |
| 2017 | Europei under 23 | Bydgoszcz  | 400 m hs      | 8º          | 50"63       |                                          |
| 2017 | Universiadi      | Taipei     | 400 m hs      | Semifinale  | 51"46       |                                          |
| 2017 | Universiadi      | Taipei     | 4×400 m       | Bronzo      | 3'08"14     |                                          |
| 2017 | World Relays     | Nassau     | 4×400 m       | 12º         | 3'08"17     |                                          |
| 2018 | Mondiali indoor  | Birmingham | 4×400 m       | 5º          | 3'06"40     |                                          |
| 2018 | Europei          | Berlino    | 400 m hs      | Batteria    | 51"00       |                                          |
| 2018 | Europei          | Berlino    | 4×400 m       | Batteria    | 3'02"52     |                                          |
| 2019 | Europei indoor   | Glasgow    | 400 m piani   | Batteria    | 47"69       |                                          |
| 2019 | Universiadi      | Napoli     | 400 m hs      | 8º          | 50"86       |                                          |
| 2019 | Universiadi      | Napoli     | 4×400 m       | 5º          | 3'06"78     |                                          |
| 2019 | Giochi europei   | Minsk      | 4×400 m misti | Argento     | 3'19"21     |                                          |
| 2019 | World Relays     | Yokohama   | 4×400 m       | 11º         | 3'03"79     |                                          |
| 2019 | Mondiali         | Doha       | 400 m hs      | Semifinale  | 49"97       |                                          |
| 2019 | Mondiali         | Doha       | 4×400 m       | Batteria    | 3'02"97     |                                          |
| 2021 | Europei indoor   | Toruń      | 400 m piani   | Batteria    | 47"60       |                                          |
| 2021 | Europei indoor   | Toruń      | 4×400 m       | Argento     | 3'06"54     |                                          |
| 2021 | Giochi olimpici  | Tokyo      | 400 m hs      | Semifinale  | 49"69       |                                          |
| 2021 | Giochi olimpici  | Tokyo      | 4×400 m       | Batteria    | 3'03"61     |                                          |
| 2022 | Mondiali indoor  | Belgrado   | 4×400 m       | 5º          | 3'07"98     |                                          |
| 2022 | Mondiali         | Eugene     | 400 m hs      | Batteria    | 50"71       |                                          |
| 2022 | Europei          | Monaco     | 400 m hs      | Semifinale  | 49"78       |                                          |
| 2023 | Mondiali         | Budapest   | 400 m hs      | Batteria    | 49"37       |                                          |
| 2023 | Mondiali         | Budapest   | 4×400 m       | Batteria    | 3'00"99     | Record nazionale                         |
| 2024 | Mondiali indoor  | Glasgow    | 4×400 m       | Batteria    | dnf         |                                          |
| 2024 | World Relays     | Nassau     | 4×400 m mista | Batteria    | 3'16"56     |                                          |
| 2024 | Europei          | Roma       | 400 m hs      | Semifinale  | 49"25       | Miglior prestazione personale stagionale |
| 2024 | Europei          | Roma       | 4x400 m mista | 6ª          | 3'14"24     |                                          |
| 2024 | Giochi olimpici  | Parigi     | 400 m hs      | Ripescaggio | 48"96       |                                          |
| 2025 | Europei indoor   | Apeldoorn  | 4x400 m       | 6º          | 3'08"28     |                                          |